# جیمز ترویسی
جیمز ترویسی (انگلیسی: James Troisi؛ زادهٔ ۳ ژوئیهٔ ۱۹۸۸) یک بازیکن فوتبال اهل استرالیا است.
وی همچنین در تیم ملی فوتبال استرالیا بازی کرده‌است.